# الكتيبة الخاصة 71
القوات الأردنية الخاصة 71 هي فرقة مكافحة الإرهاب والعمليات الخاصة الأردنية والتي تحمي البلد من أي عدوان ارهابي داخلي أو خارجي، ولقد أولى الملك عبد الله الثاني بن الحسين اهتماماً كبيراً لقوات مكافحة الإرهاب، وبما أن موقع الأردن الجغرافي يقع بين أهم مناطق النزاعات في الوطن العربي، كان لا بد من قوات مكافحة الإرهاب  احمد القائددوالعمليات الخاصة 71 المتدربة على أعلى المستويات العالميه. وهي قوة مدربة تدريبات خاصة، ويتم اختيار الضباط والافراد بعد فحص يخضعو له قبل الدخول لهذه الكتيبة. وهي وقادره على تنفيذ مهامات خاصة في أي بقعة من العالم.

## الأسلحة المستخدمة
معدات جرى تصنيعها أو تطويرها في الأردن: نظام C4ISR للاتصال الفعال، والذي سيعمم على كافة تشكيلات القوات المسلحة الأردنية بحلول عام 2012. اهتمت القوات الخاصة الأردنية بشكل فعال بوسائل الاتصال بين أفراد القوات الخاصة فيما بينها من جهة وبين الاتصال بوحدات الجيش الأخرى من مدفعية ودروع وسلاح جو وحتى بوحدات الدفاع الجوية. وذلك باستخدامها إحدى أحدث تقنيات الاتصال المستخدمة وهي نظام C4ISR وهو نظام يوفر قدرة الاتصال لجميع أفراد الجيش الأردني ببعضهم وباختلاف مهماتهم وميادينهم. والترجمة الحرفية للنظام هو نظام قيادة وسيطرة واتصالات وحاسبات واستخبارات ومراقبة واستطلاع، وهذه النقطة مهمة جداً في عمليات القوات الخاصة بشكل عام، وتغفلها الكثير من الدول وخصوصاً العربية.

## التجهيز القياسي
أما بخصوص الأسلحة الفردية، فالتجهيزات القياسية للقوات الخاصة الأردنية تعتبر من الأفضل في الشرق الأوسط، حيث تستخدم خوذ قتالية من نوع AC1200J\500 مصنعة محلياً، حيث توفر حماية من المقذوفات من مدى 5 أمتار وأكثر، وتستخدم أيضاً واقيات الرصاص من نوع CPV 720 المصنعة محلياً أيضاً، بالإضافة للأحذية الخاصة المقاومة للعوامل البيئية وشظايا القذائف والألغام الأرضية.
تستخدم القوات الخاصة الأردنية تشكيلة واسعة من الأسلحة الأتوماتيكية الخفيفة والمتوسطة (حسب الفرقة والمهام الموكلة لها) حيث تستخدم الرشاش الألماني UMP من عيار 9-19 ملم وتستخدم الرشاش الألماني G36 C من عيار 5.56 ملم،
والرشاش الألماني HK416 من عيار 5.56ملم، والرشاش الأمريكي M4 من عيار 5.56 ملم، بالإضافة لرشاش MP5 ومنها MP5sd الكاتم للصوت من عيار 9 ملم، والرشاش MP5 K القصير من عيار 9 ملم أيضاً.
أما المسدسات التي تعتبر أيضاً من التجهيز القياسي للجيش الأردني بشكل عام وللقوات الخاصة فهي تستخدم المسدس الأردني فايبر متعدد الأعيرة والمسدس الألماني SIG SAUER-226 والمسدس الروسي XH PISTOL الكاتم للصوت ذو 9 ملم.
والقناصات أيضاً نالت قدر كبير من الاهتمام، حيث دربت القناصة الأردنية على تكتيكات استغلال الأرض والقدرة على التموه واختيار المواقع الجيدة والسرعة الكبيرة بالانسحاب، كما اهتم الأردن بتدريب فرق القناصة على القنص من على المروحيات العامودية. وتستخدم القوات الخاصة الأردنية القناصة الأمريكية BERET RIFLE والقناصة M-700 RIFLE أمريكية الصنع وعدة أنواع أخرى.
كما جهزت بعض الفرق بقواذف LAW-80 بريطانية الصنع المضادة للدروع. أما بالنظر للتجهيزات الإضافية فهي تستخدم مقدرة المدى من نوع Leica السويسري وKlite الياباني، طبعاً بالإضافة للمناظير النهارية والليلية وقنابل الصوت والوميض والغاز وقواذفها وأقنعتها.

## وصلات خارجية
- الموقع الرسمي للقوات المسلحة الأردنية - القيادة العامة